# Метан вугільних родовищ

Схема установки для використання метану

Метан вугільних родовищ — попутна корисна копалина, яка міститься у вугільних пластах і вмісних породах.

## Історія
Шахтний метан як побічна корисна копалина використовується понад 50 років. На метан вугільних родовищ як самостійну корисну копалину за кордоном звернули увагу після нафтової кризи 1973 року. У США ці роботи заохочувалися шляхом зниження податків і надання кредитів. Запаси метану в США, за даними Нафтової ради й Інституту газової промисловості, складають до глибини 900 м від 8,5 до 14 трлн м³ при запасах вугілля 2 520 млрд т. У 1998 за даними Агенції з охорони довкілля США з вугільних пластів великої потужності з метаноносністю від 8,5 до 19,2 м3/т добуто й утилізовано близько 10 млрд м³ метану, що майже в 12 разів більше, ніж у 1997. У США експлуатується понад 5 000 свердловин, які видобувають газ з вугільних пластів. У 2000 видобуток метану з вугільних родовищ оціночно склав 40 млрд м³.
У США активне видобування шахтного метану почалось після ухвалення у 1980 закону про альтернативні види палива, яким надавалася податкова знижка (tax credit), що дорівнює приблизно $15–20 на умовну тонну видобутого або використаного нетрадиційного газу.
Промислове видобування шахтного метану в США розпочалося у 1984, коли з 284 свердловин було отримано 280 млн м³ газу. У 1997 кількість пробурених свердловин досягло 7300, а об'єм видобування склав 32 млрд м³. У 2000 кількість пробурених свердловин дорівнювало 8000, а об'єм видобування склав 35 млрд м³. На вугільних родовищах США переважна частина газу отримується за рахунок застосування методів інтенсифікації припливу, зокрема методу гідророзриву пластів. З полів діючих шахт США видобувається і використовується 1,8 млрд м³ газу.
Уже в 1992 технологія видобування шахтного метану досягла такого високого рівня, що його собівартість стала в 2–3 рази нижчою за собівартість видобування природного газу. Основна частина вугільного газу в США видобувається на вугільних родовищах, де видобуток вугілля не проводиться або й зовсім не передбачається. Для запобігання шкідливому впливу на навколишнє середовище викидів метану із закритих шахт організовано його видобуток і подачу в газопроводи або використання як палива для котельних чи енергоустановок.

## Сучасність

Видобуток метану вугільних родовищ по роках у США

Теоретично і експериментально показано, що метан у викопному вугіллі знаходиться в трьох станах: вільному (в порах), адсорбованому (на поверхні головним чином пор) і розчиненому в органіці вугільної речовини. Особливу увагу на метан вугільних родовищ як корисну копалину звернули після нафтової кризи 1973. Наприкінці XX ст. запаси метану вугільних родовищ оцінені в ряді країн. Ресурси метану вугільних родовищ ФРН становлять 3—4 трлн м³; Великої Британії — 1,9-2,8 трлн м³; Австралії — 6,0 трлн м³; Польщі — 1,6-2,0 трлн м³; КНР — 25—30 трлн м³; США — 8,5-14 трлн м³.
Оцінка геологічних ресурсів метану вугільних пластів:
| Країна         | Ресурси, трлн м³ |
| -------------- | ---------------- |
| Росія          | 78               |
| США            | 60               |
| Китай          | 28               |
| Австралія      | 22               |
| Індія          | 18               |
| Німеччина      | 16               |
| ПАР            | 13               |
| Україна        | 8                |
| Казахстан      | 8                |
| Польща         | 3                |
| Всього у світі | 260              |

В Україні метаноносність кам'яного вугілля Донецького та Львівсько-Волинського басейнів коливається в межах 0,5–25 м³/т. Ресурси метану в розвіданих кондиційних вугільних пластах до глибини 1800 м становлять 0,45–0,55 трлн м³. У породах акумульовано в 1,5–2 рази більше вуглеводневих газів, ніж у вугільних пластах, тобто в них не менше 1,5–2,0 трлн м³ метану. Таким чином, вугільні родовища України містять близько 2,5–3,0 трлн м³ СН4. За іншими оцінками ресурси метану тільки у вугільних пластах діючих шахт Донбасу становлять 0,491 трлн м³. Ресурси метану у вугільних пластах за межами полів діючих шахт — 0,592 трлн м³; ресурси вільного метану у вмісних породах — 3, 77 трлн м³. Загалом — понад 4,0 трлн м³.
Газова зональність Донбасу сформувалася в два етапи. Перший етап — доінверсійний період розвитку басейну — характеризується потужним осадонакопиченням з інтенсивним процесом газогенізації і формуванням первинної вертикальної газової зональності, що відображає газопродукуючі здатності вугленосної товщі і ступінь насичення вугілля і самих газів в залежності від існуючих термодинамічних умов. Другий етап — період геологічного розвитку прогину — характеризується інтенсивним перерозподілом газів в осадовій товщі басейну і руйнуванням первинної газової зональності з трансформуванням її в сучасну вертикальну і площинну зональність. Вона обумовлена закономірними змінами колекторських властивостей вмісних порід.
У світі використання метану вугільних родовищ наприкінці XX ст. ще не набуло поширення. В 1998 в США з вугільних пластів великої потужності з метаноносністю 8,5–19,2 м³/т видобуто і утилізовано близько 10 млрд м³ метану, що майже в 12 разів більше, ніж у 1997. В США експлуатується понад 5000 свердловин, які видобувають газ з вугільних пластів. Видобуток метану вугільних родовищ у США в 2000 склав 30 млрд м³. В Україні використання метану вугільних родовищ знаходиться на початковій стадії. Аналіз діяльності об΄єднання «Донецьквугілля» за останні 10 років XX ст. показав, що з 4,5 млрд м³ метану, який виділився при видобуванні вугілля, 80 % було викинуто в атмосферу, 18 % каптовано системами підземної дегазації, 2 % вилучено через свердловини, пробурені з поверхні. У каптованій метаноповітряній суміші концентрація метану частіше за все складає < 25 % (тільки іноді до 60 %), що обумовлює обмежене його використання в енергетиці (близько 9 %).
Шахтні методи дегазації метану широко застосовуються в Німеччині (ресурси 3–4 трлн м³), Великій Британії (1,9–2,8 трлн м³), Австралії (6,0 трлн м³) та інших країнах. У Польщі (ресурси 1,6–2,0 трлн м³), Чехії (1,1–1,5), КНР (25–30 трлн м³) широко ведуться роботи з використання метану як у процесі видобутку вугілля в шахтах, так і на розвіданих вугільних родовищах. Метан вугільних родовищ на 35–40 % дорожчий за природний газ, однак з урахуванням знижок та організаційно-виробничих заходів, передбачених спеціальним законодавством у США видобуток метану з вугільних пластів є цілком рентабельним.
У США експлуатується понад 5000 свердловин, які видобувають газ з вугільних пластів. Видобуток метану з вугільних родовищ у США 2000 року склав 30 млрд м³. Виробництво метану у Сполучених Штатах у 2011 році склало 1,76 трильйони кубічних футів (TCF), що становило 7,3 % всієї сухого газу США в цьому році. Найбільш велике виробництво coal-bed methane (CBM) було отримано у штатах Каліфорнія, штат Вайомінг та Нью-Мексико.
Китай. В результаті видобутку вугілля в Китаї викиди метану в атмосферу становлять 6–19 млрд м³ на рік. У 1996 році була заснована Китайська Об'єднана Корпорація з метану з вугільних пластів (CUCBM). До 2009 року видобуток газу зріс до 700 мільйонів м³. У 2009 році почалося будівництво понад 3600 свердловин для його видобутку.
Австралія. Вугільні ресурси газу знаходяться в основних вугільних басейнах у Квінсленді та Новому Південному Уельсі, а також додаткові потенційні ресурси в Південній Австралії. Комерційне видобування вугільного пластового газу (CSG) розпочалося в Австралії в 1996 році. З 2014 року вугільний пластовий газ з Квінсленду та Нового Південного Уельсу складав близько 10 % австралійського видобутку газу. Прогнозовані запаси станом на січень 2014 р. становили 33 трильйони кубічних футів.
У Канаді провінція Британська Колумбія має приблизно 90 трильйонів кубічних футів (2,5 трильйона кубічних метрів) вугільного газу. У 2013 році в Альберті видобуто приблизно 170 трильйонів кубічних футів (4,8 трильйони кубічних метрів) вугільного метану.
Велика Британія. Британський потенціал метану вугільних родовищ в основному не тестований. Деякий метан видобувається за допомогою шахтних вентиляційних шахт і спалюється для отримання електроенергії. Оцінка приватною промисловістю метанових свердловин, незалежно від видобутку корисних копалин, розпочалася у 2008 році, коли було випущено 55 ліцензій на експертизу на суші, які охоплюють 7000 квадратних кілометрів потенційних покладів шахтних метану. Компанія IGas Energy стала першою у Великій Британії для комерційного видобування вугільного метану, відокремленого від відведення шахт; станом на 2012 рік у Великій Британії були лише комерційні свердловини CBM, що містять гази з метану в Doe Green, що видобували газ для виробництва електроенергії.
Казахстан. Попередні дослідження показують, що в Казахстані основні запаси вугільного метану можуть становити 900 млрд м³ газу — 85 % усіх запасів Казахстану.
Індія. Фірма GEECL створює першу станцію CBM в Південно-Східній Азії, та ж буде розташована в Індії в місті Асансол у Західній Бенгалії.
Позитивний багаторічний досвід утилізації метану із зупинених шахт накопичений у Франції. Останніми роками успішний комерцій-ний видобуток газу із закритих шахт здійснюється у Німеччині.
Шахтні методи дегазації метану широко застосовуються в Німеччині, Великій Британії, Австралії та інших країнах. У Польщі, Чехії, Китаї широко ведуться роботи з використання метану як у процесі видобутку вугілля в шахтах, так і на розвіданих вугільних родовищах.

## Технологія
Найперспективнішим вважається видобування метану вугільних родовищ із застосуванням свердловин, пробурених з поверхні. У залежності від стану перебування метану в газовому колекторі застосовуються три технології добування метану вугільних родовищ:
- - 1. Для дегазації масиву, який містить вугільні пласти, породи з розсіяною вугільною речовиною і газоносні пісковики, використовують технологію з частковим розвантаженням масиву в результаті його підробки і відводом газу через спрямовані дегазаційні свердловини. Суть способу полягає в просторовому розташуванні активного стовбура свердловини згідно з особливостями формування зони повного зрушення вуглепородного масиву при його підробці. Нижню частину свердловини бурять паралельно одній з границь зони повного зрушення.
  - 2. Попередня дегазація шахтних полів до будівництва шахти застосовується при наявності геологічних структур, які включають антиклінальні, купольні та флексурні системи, що мають газоносні пісковики, що вкриті шаром герметизуючих порід (т. зв. «газові пастки»). Дегазаційну свердловину бурять в найпродуктивнішій точці «пастки» з перебуром продуктивних за газом горизонтів. Свердловину кріплять обсадною колоною, розрахованою на тривалий термін експлуатації, перфорованої по потужності продуктивних горизонтів.
  - 3. Технологія попередньої дегазації вуглепородного масиву із застосуванням гідродинамічного способу обробки вугільних пластів та газоносних порід. Суть її полягає у закачуванні робочої рідини в пласт при витратах, які перевищують природну приймальну здатність пласта. Це приводить до багатократного підвищення проникності пласта за рахунок розкриття і розширення природних тріщин, які об΄єднані в єдину гідравлічну систему, орієнтовану до свердловини, по якій після видалення робочої рідини відбувається транспортування газу з пласта до свердловини.

Здатність метану вугільних пластів скласти економічну конкуренцію природному газу залежить від чотирьох основних взаємозалежних критеріїв: дебіту і продуктивного життя свердловини; низьких капітальних і експлуатаційних витрат; наявності надійного і конкурентноздатного ринку для збуту видобутого газу; обсягів видобутку (експлуатації). Для успішної розробки метанових покладів, перш ніж говорити про економічну привабливість того чи іншого проекту видобутку метану, необхідно враховувати й оцінювати всі чотири критерії.
Задача концентрування метану у вихідній структурі може бути вирішена шляхом переведення його у твердий стан у вигляді кристалогідратів, оскільки гідратна технологія дешевша в порівнянні з іншими технологіями. Існують апаратурні розробки на рівні лабораторних і напівпромислових установок, для Донбасу підготовлений проект «Метан» по утилізації шахтного метану.
Метан вугільних родовищ є джерелом для одержання моторного палива (замінник нафтопродуктів) і може використовуватися для одержання електроенергії. Згідно з Державною програмою (Концепцією) до 2011 р. за рахунок метану вугільних родовищ на Донбасі повинно бути забезпечено вироблення щорічно 8237 млн кВт-год електроенергії, 9508 тис. Гкал теплової енергії, 164 млн м³ газомоторного палива, 670 тис. т метанолу.

## Інтернет-ресурси
- The latest CBM news
- U.S. Geological Survey page on CBM
- U.S. Environmental Protection Agency page on CBM
- British Columbia Ministry of Energy, Mines and Petroleum Resources guide to coalbed gas
- Kansas Geological Survey guide to Coalbed Methane
- Coalbed Methane Gas
- Coal seam gas: by the numbers Australian Broadcasting Corporation